# Puits Verpilleux
Le puits Verpilleux est un puits d'extraction de charbon installé à la fin du XIXe siècle dans l'Est de Saint-Étienne, entre Grangeneuve et le hameau du Soleil. Il ne reste plus aujourd'hui de traces de ce qui fut l'un des puits les plus emblématiques du bassin houiller de la Loire.

## Verpilleux n°1
À l'origine successivement puits Neuf de Méons, puis Saint-Claude n°2, il fut finalement nommé Verpilleux en hommage au maître de forge Jean-Claude Verpilleux, administrateur de la Société des houillères de Saint-Étienne, né à Rive-de-Gier en 1798.
Il fut foncé entre mars 1872 et avril 1877 à 386,80 m de profondeur.
Avant la mise en exploitation du puits, le physicien français Émile-Hilaire Amagat (1841-1915) utilisa cette cavité profonde pour réaliser, durant l’année 1878, une expérience scientifique destinée à mesurer la compressibilité à hautes pressions de certains gaz. Par la suite, Amagat poursuivit ses travaux en étudiant la compressibilité des gaz, des liquides et des solides.
Le puits fut ensuite rapidement relié par des galeries à travers-bancs au puits Mars (à 327,10 m de profondeur en 1878), au puits Saint-Louis (à 377 m de profondeur en 1881). Le champ d'exploitation ainsi délimité occupait la majeure partie de l'exploitation Est.
Le 3 juillet 1889, il est le théâtre du coup de poussière le plus meurtrier de l'histoire du bassin de la Loire, qui fit 207 morts (sur 214 ouvriers au fond).
Il bénéficie de l'installation de nouvelles pompes vers 1905. Les installations de l'ensemble du secteur avaient alors grandement besoin d'être modernisées, mais il faudra attendre la nationalisation après-guerre pour voir une politique cohérente de concentration se mettre en place avec le fonçage du puits numéro 2.  
Le bombardement américain du 26 mai 1944 fut la cause d'importantes destructions dans le secteur (incendie du lavoir du puits du Treuil, lavoirs de Méons détruits). À Verpilleux, les étages inférieurs sont alors noyés et la batterie de fours à coke détruite. Cet épisode entraînera, après la nationalisation, la redéfinition du site de Verpilleux en tant que point de concentration de l'Est stéphanois avec l'installation du puits n°2. 
L'extraction est arrêtée en 1952 après la mise en service du puits n°2, il est transformé en puits de service.

## Verpilleux n°2
Après la nationalisation de 1946, le secteur de Saint-Étienne Est est assez morcelé : les travaux anciens abandonnés héritées des multiples concessions d'un secteur fortement exploité dès le début du XIXe siècle côtoient des champs d'exploitation isolés. Le bombardement américain a largement endommagé les équipements miniers de ce secteur.  
Les cinq puits qui assuraient l'extraction (Mars, Camille, Verpilleux, Le Treuil et Saint-Louis) étaient déjà vieux et ne pouvaient produire plus en l'état. Le siège de l'ancienne compagnie de Saint-Étienne, Verpilleux, extrayait 2 000 tonnes de charbon par jour, ce qui était alors trop peu. Cependant, des couches de charbon de bonne qualité restaient disponibles (15e  Grüner). 
En avril 1947, les houillères nationalisées décident le fonçage d'un nouveau puits (situé à 50 mètres au nord-ouest de l'ancien puits Verpilleux) destiné à :
- concentrer l'activité de l'exploitation Est (Sous-Groupe du Soleil et éventuellement Sous-Groupe de la Chazotte)
- faire passer la production à 3 000 tonnes par jour de charbon (pour 400 tonnes de stérils).
- pallier éventuellement une défaillance du puits Couriot

Il sera le dernier puits creusé sur le bassin de la Loire. 
En 1952, le puits Verpilleux n°2 est inauguré. Son chevalement métallique et son système de double poulie Koepe de 1 900 CV chacune faisait de lui le plus moderne du bassin. Le puits n°1 devient alors un puits de service. 

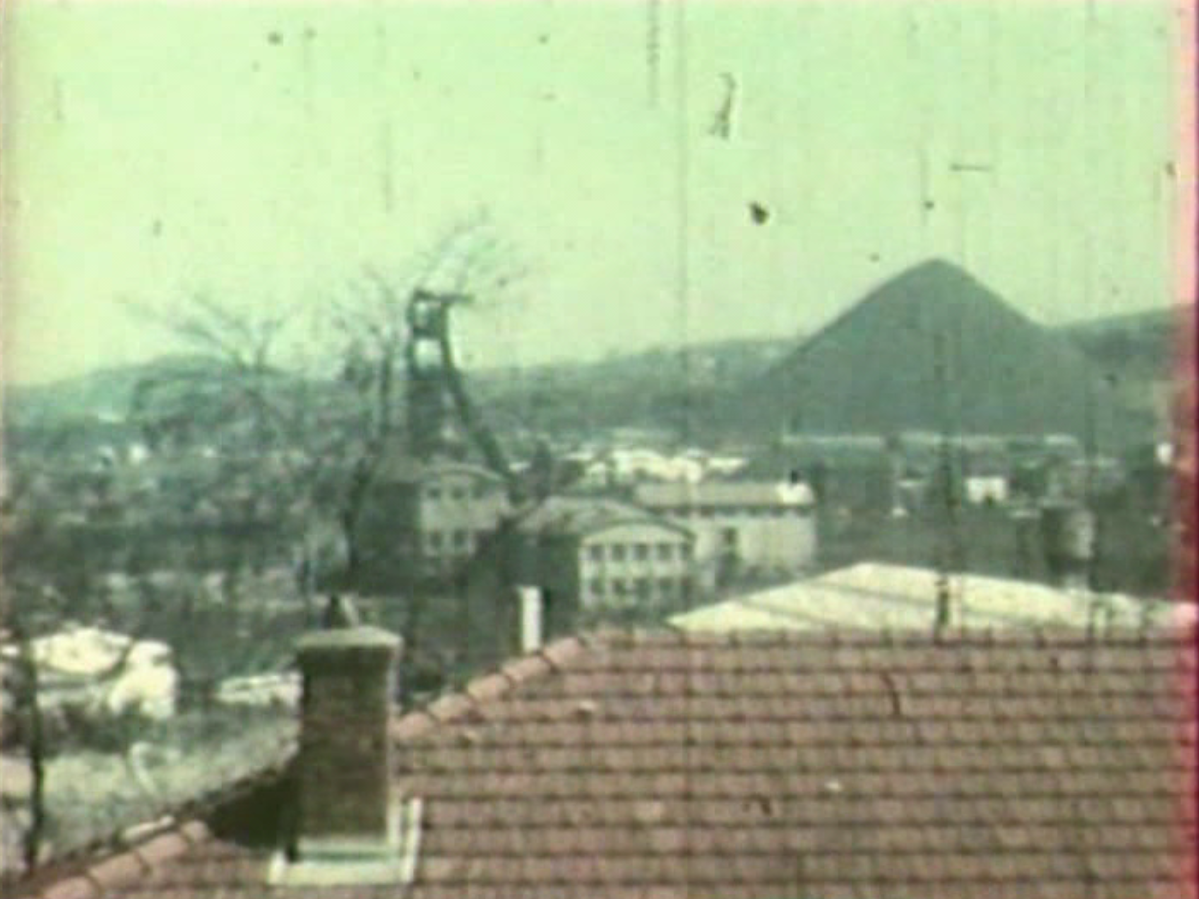
Puits Verpilleux 2 à Saint-Etienne (Loire, France).

La largeur du puits était de 6 m. La colonne de puits était divisée en deux compartiments où circulaient 4 cages de 2 étages pouvant contenir 2 berlines de 3 000 litres. 
Le puits n°2 desservait 5 étages. La cote jour était à + 496 m au-dessus du niveau de la mer, les 5 recettes fond à + 308 par rapport au niveau de la mer (190 m de profondeur), + 102 (380 m) , - 76 (570 m), - 127 (620 m) et - 309 (soit 805 m de profondeur). 
C'est à cette époque que le crassier de l'Epare commence à s'élever dans le ciel stéphanois, alimenté en matériaux stériles par les bâtiments de triage flambant neufs de Verpilleux n°2. C'est un transporteur aérien qui assurait la montée des stériles au crassier.
À partir de 1962, sa production fut ralentie et une partie de son personnel déplacé sur d'autres sites. La colonne du puits ayant été endommagée par des mouvements de terrain, le puits était condamné.   
Avec sa mise hors service en juin 1968, c'est l'extraction de l'Est stéphanois qui s'éteint. Les pompes d'exhaure sont coupées en 1972, provoquant une irrémédiable montée d'eau sur l'ensemble des secteurs Est et Ouest de Saint-Etienne. Au mois de juin de l'année suivante le puits est remblayé, les solides bâtiments du jour en béton dynamités avec difficulté et le chevalement est foudroyé le 30 novembre 1973. 
À sa place on trouve aujourd'hui les entrepôts stéphanois du groupe Casino.

### Sources
- Houillères du bassin de la Loire, Bulletin technique intérieur, juin 1947 à novembre 1947, n°1 à 4, BNF, 4 JO-6042.